# Diecezja Crema
Diecezja Crema – diecezja Kościoła rzymskokatolickiego we Włoszech, a dokładniej w Lombardii. Została erygowana 11 kwietnia 1579. Należy do metropolii Mediolanu. Całość terytorium diecezji mieści się w granicach świeckiej prowincji Cremona.